# Staffan Julén
Björn Staffan Julén, född 28 november 1957 i Stockholm, är en svensk filmregissör. Han är son till Björn Julén och Magdalena Berencreutz samt bror till Ylva Julén. 

## Regi, manus
- 1985 – Inughuit – folket vid jordens navel
- 1989 – Livsstråk (producent)
- 1996 – Sista körningen (roll)
- 1998 – Aligermaas äventyr (manus)
- 2005 – The Prize of the Pole
- 2017 – Lyubov: kärlek på ryska